# Municipalité régionale
Une municipalité régionale est un type de gouvernement municipal canadien semblable à un comté, bien que la structure spécifique et les responsabilités de service puissent varier d'un endroit à l'autre. Des municipalités régionales ont été formées dans les secteurs fortement peuplés, où on l'a considéré plus efficace pour fournir certains services tels que l'eau, les services d'urgence et la gestion des déchets. Pour cette raison, des régions peuvent être impliquées en fournissant des services aux résidents et aux entreprises.
Des municipalités régionales, lorsqu'elles incluent de plus petites municipalités dans leurs limites, sont parfois désignées sous le nom des municipalités de « niveau supérieur » (upper-tier). Les municipalités régionales ont généralement plus de responsabilités de service que des comtés. Les services typiques incluent l'entretien et la construction des routes, le transport en commun, la police, l'aqueduc et l'égout, la gestion des déchets, l'aménagement du territoire et la santé et les services sociaux.
Les régions sont ordinairement plus urbanisées que les comtés. Des municipalités régionales sont habituellement créées dans des endroits où un réseau de centres urbains forme la majorité du territoire et de la population.
Les commissions scolaires, qui couvrent souvent plusieurs municipalités locales à la fois, ne sont pas comptées comme des municipalités régionales même si elles ont le mot « régional » dans le nom.

## Alberta
En Alberta, il y a deux municipalités régionales : Wood Buffalo et le Comté de Strathcona.

## Colombie-Britannique
En Colombie-Britannique, il n'existe qu'une seule municipalité régionale, créée en 2009, la municipalité régionale de Northern Rockies.

## Nouveau-Brunswick
Au Nouveau-Brunswick, il n'existe qu'une seule municipalité régionale, créée en 2014, la municipalité régionale de Tracadie.

## Nouvelle-Écosse
En Nouvelle-Écosse, les municipalités régionales sont un niveau simple de gouvernement, et fournissent tous les services municipaux à leurs communautés. Pendant qu'elles incluent des secteurs urbains et ruraux, ce ne sont pas des villes ou des villages qui se réfèrent à un endroit sur une carte où peuvent recevoir des services, tels que le courrier. (voir la municipalité régionale d'Halifax, la municipalité régionale du Cap-Breton, la municipalité régionale de Queens). Les municipalités en Nouvelle-Écosse assurent le secteur et le nom d'un comté. Néanmoins, les comtés existent toujours comme division géographique et sont considérés comme une municipalité simple.

## Ontario
En Ontario, des municipalités régionales ont été créées pour fournir des services communs aux municipalités urbaines et rurales de la manière que les comtés fournissent typiquement des services communs aux municipalités rurales. Le rapport spécifique entre une municipalité régionale et les villes, banlieues et villages situés dans ses limites est déterminé par la législation provinciale. Typiquement, la municipalité régionale fournit beaucoup de services tels que le service de police, la gestion des déchets et, dans certaines municipalités régionales, le réseau public de transport en commun. À l'instar des comtés, les municipalités régionales administrent également les infrastructures routières, les égouts, les ponts principaux et les services sociaux. L'organisation d'une municipalité régionale est parfois controversée lorsque la composition de son conseil est déterminée par les municipalités constitutives plutôt que d'être directement constitués d'élus à ces postes.
La première municipalité régionale créée en Ontario est la municipalité de la Communauté urbaine de Toronto en 1953 à partir des territoires du comté de York (en) situés au sud de l'avenue Steeles (en). Cette nouvelle structure municipale à deux paliers inspire la création de la municipalité régionale d'Ottawa—Carleton en 1969. Le nombre de structures municipales régionales a considérablement augmenté entre 1970 et 1974 sous le gouvernement de Bill Davis.
En 1998, la municipalité de la Communauté urbaine de Toronto est devenue la ville fusionnée de Toronto. En 2001, quatre autres municipalités régionales qui avaient été dominées par une ville simple ont été fusionnés, alors que la municipalité régionale de Haldimand-Norfolk était divisé en comté d'Haldimand et en comté de Norfolk.

## Québec
Au Québec, les municipalités régionales de comté (MRC) ont remplacé les comtés comme palier de gouvernement pour la province entière depuis le début des années 1980. Il y existe un autre palier régional, la région administrative du Québec, qui si situe immédiatement au-dessus ; ces deux paliers n'ont pas d'élections. En matière d'administration régionale, il existe aussi d'autres organisations qui ne font partie d'aucun de ces paliers, telle que la Communauté métropolitaine de Montréal, qui couvre deux régions administratives et des parties de trois autres. La santé et les services sociaux sont gérés par un réseau séparé constitué d'hôpitaux et de CLSC regroupés en CISSS et CIUSSS, et dont les frontières ne correspondent pas forcément aux MRC.